# Yodoetinilbenceno
El yodoetinilbenceno es un compuesto aromático yodado con fórmula molecular C8H5I.